# Кабан дикий — хвіст великий
«Кабан дикий – хвіст великий» – повість-казка українського письменника Івана Андрусяка, опублікована в 2010 році видавництвом «Грані-Т» (Київ) у видавничій серії «Сучасна дитяча проза».
Книжку проілюструвала художниця Світлана Сова.
Повість-казка Івана Андрусяка «Кабан дикий – хвіст великий» має підзаголовок «Друга історія Стефи і Чакалки». Це продовження повісті-казки «Стефа і її Чакалка», яка належить до найпопулярніших і найулюбленіших читачами творів сучасної української літератури для дітей. У повісті автор використовує фольклорний образ Ча́калки – казкової істоти, якою на Слобожанщині й Полтавщині в давнину батьки лякали своїх неслухняних дітей: мовляв, та прийде вночі, забере таку дитину в мішок і понесе в темний ліс. 
Однак у новій історії колишнє казкове страшидло дуже змінилося. Тепер Чакалка працює вчителькою географії у звичайній київській школі – саме тій, у якій вчиться Стефа і її старша сестричка Ліза. Вона веде школярів, серед яких Ліза і Стефа, на екскурсію осіннім лісом. Однак її колишні друзі Великий Бабай, Бабаїха, Жерикізяк та інші страшидла не пробачили Чакалці зраду і вирішили їй помститися. Жерикізяку (так само фольклорний персонаж – ним лякають дітей на Поділлі) доручено заманити Чакалку і школярів у пастку...
Критика відзначає, що повість написана з добрим гумором, знанням дитячої психології, містить чимало пізнавальних моментів, корисних для формування світогляду юного читача.
В інтерв’ю автор наголошував, що повість «Кабан дикий – хвіст великий» створена на прохання маленьких читачів, яким сподобалися Стефа і Чакалка і які хотіли знати, що з цими героями станеться далі.
2012 року книжка увійшла до короткого списку премії Лесі Українки у номінації «Літературні твори для дітей та юнацтва».

## Відгуки критики
- Ірина Славінська:

|  | Як врятуються діти від навали злих казкових істот? Тут будуть і біляші, і доганялки Зайця та Вовка, і інтелектуальні кусючі вовняні штані. Повну картину збирайте самі. Чудова книжка для читання вголос із дитиною. Підійде і для мандрів, і для сімейних вечірніх посиденьок. |

- Жанна Капшук:

|  | Дехто закидає, що, мовляв, сучасна українська дитяча література дуже бідна, що письменники намагаються, проте не можуть запропонувати діткам гідних книг для читання на дозвіллі. Проте, як правило, такі «розумники» просто лінуються роззирнутися навкруги – й побачити ті дивовижні твори для дітей, які ми маємо. Так, книги Івана Андрусяка про Стефку можуть по праву зайняти місце на книжковій поличці поряд зі славетною «Країною сонячних зайчиків» Всеволода Нестайка. Але головне при цьому – не забувати час від часу знімати ці книги з полички й читати їх разом з дітьми. |